# Валіховський провулок
Валіховський провулок — провулок в історичному центрі Одеси, зв'язує узвіз Віталія Блажка та вулицю Пастера.

## Історія
Названий на честь одеського біржового маклера, великого підприємця, члена Одеського комерційного суду Леопольда Валліха. На вулиці знаходились його хлібні магазини.
Деякий час провулок називався Медичним, тому що тут розташовуються корпуса Одеського національного медичного університету
За радянських часів провулок називався Нарімана Наріманова.

## Пам'ятки

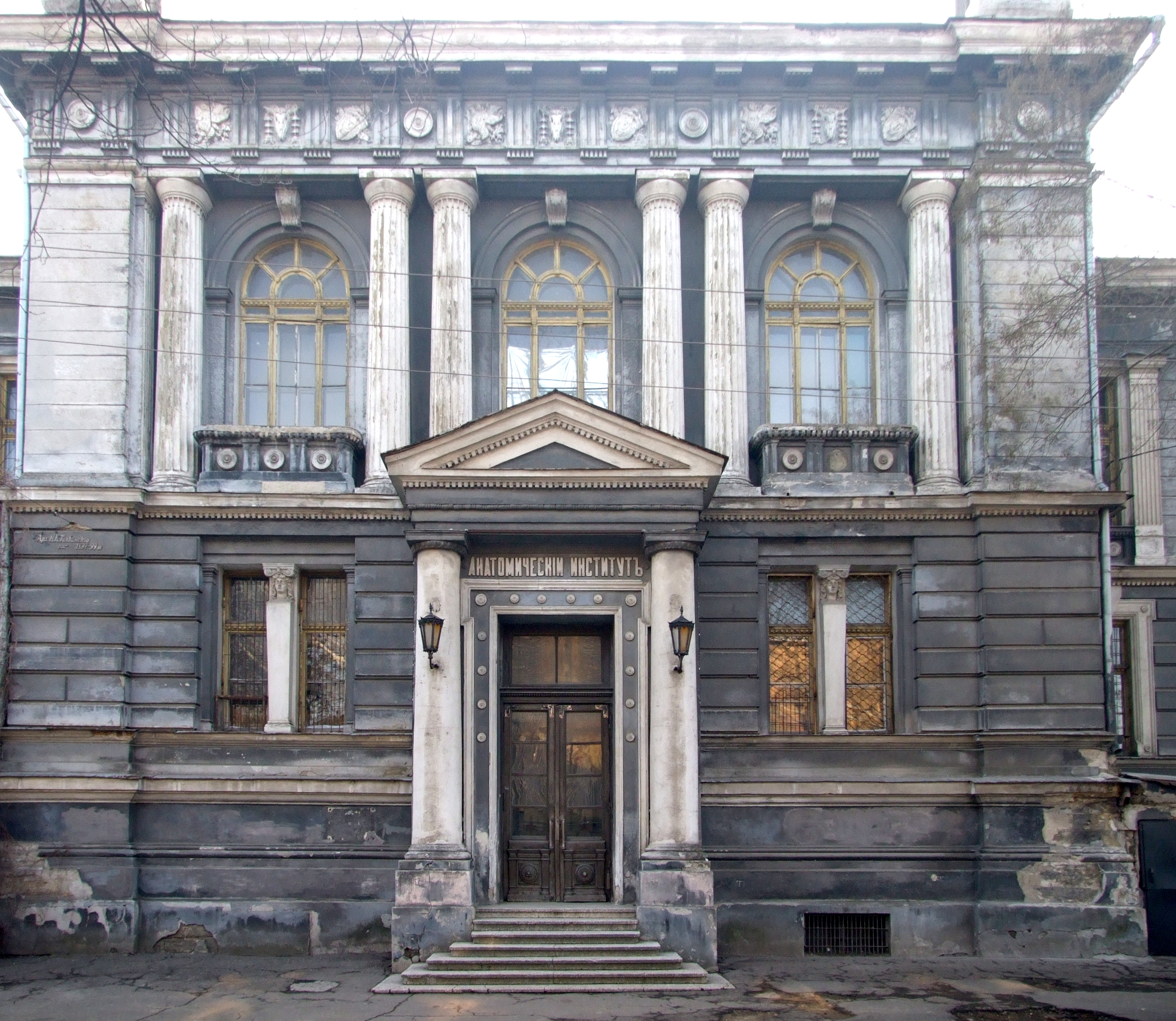
Анатомічний музей

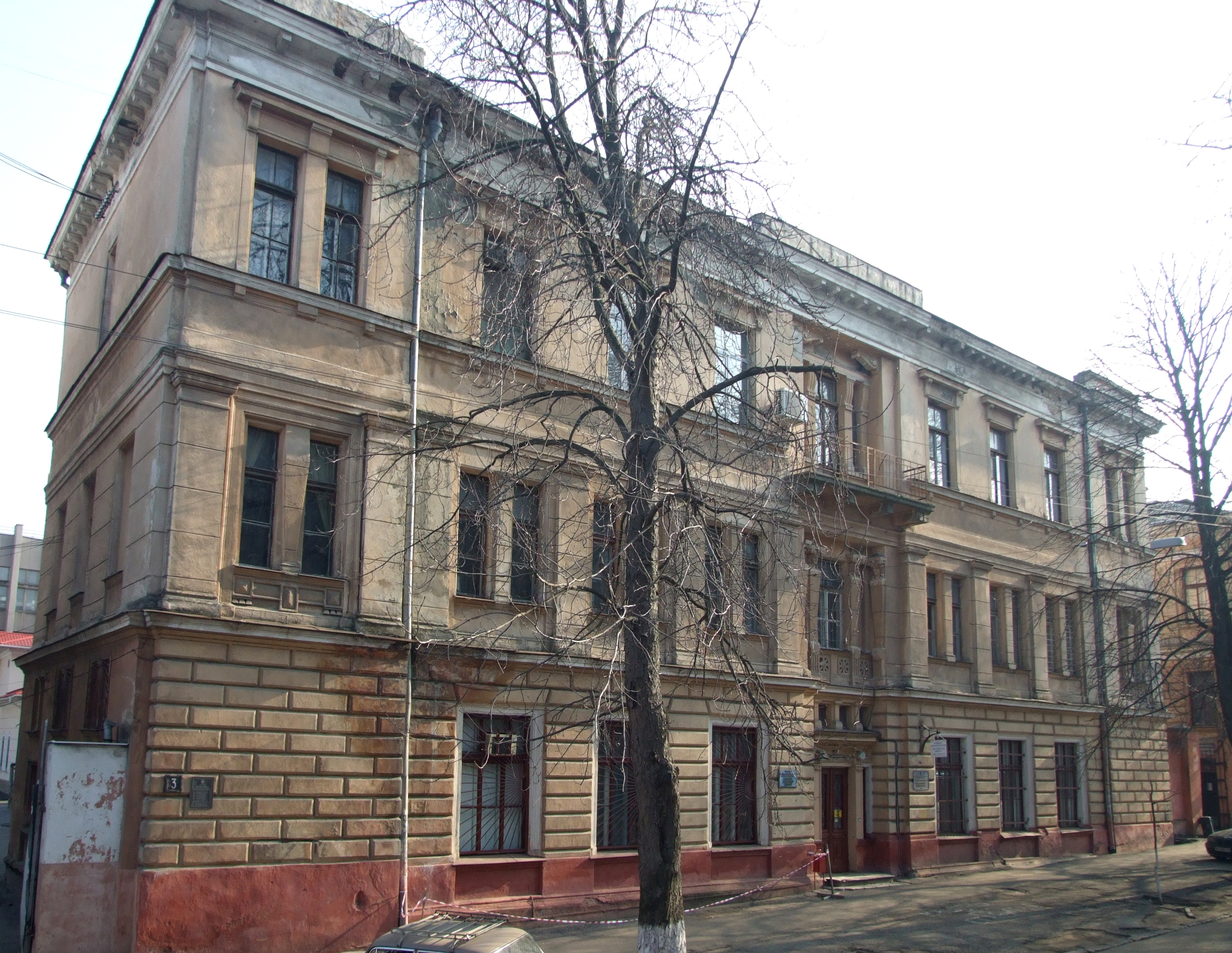
Хірургічний корпус ОНМедУ

- б. № 2 — Одеський національний медичний університет
- У провулку будували знамениті архітектори — Толвінський М. К., Ландесман С. А., Меснер Е. Я., Бернадацці О. О., Дмитренко Ю. М., Нестурх Ф. П., Дмітрієв Н. П.[2]

## У літературі та кінематографі
Вокально-хореографічний номер «Нальотчики» з п'єси Льва Славіна «Інтервенція» та однойменного кінофільму режисера Геннадія Полоки.